# شهرستان شراتس
شهرستان شراتس (به لاتین: Sieradz County) یک شهرستان در لهستان است که در استان ووتسکی واقع شده‌است.

## خصوصیات
شهرستان شراتس ۱٬۴۹۱٫۰۴ کیلومترمربع مساحت و ۱۲۱٬۰۱۳ نفر جمعیت دارد.